# Sonia Araneda
Sonia Araneda Briones (14 de junio de 1937) es una abogada chilena, que integró como ministra la Corte Suprema de Chile entre los años 2007 y 2012.

## Biografía

### Estudios
Realizó sus estudios primarios y secundarios en el Liceo N.º 5. Ingresó a la Facultad de Derecho de la Universidad de Chile donde obtuvo el título de abogado en 1965. Antes de iniciar su carrera judicial y  obtener su  título profesional, trabajó tres años en el Departamento Jurídico de la entonces "Dirección General de Prisiones", actual Gendarmería de Chile.

### Carrera judicial
Inició su carrera judicial en diciembre de 1966 trabajando como Secretario del Juzgado de Letras de San Javier hasta octubre de 1967, cuando ingresa en el mismo cargo al 1º Juzgado de Letras de Linares, cargo que desempeña hasta noviembre de 1978. 
Paralelamente, desde noviembre de 1968 y hasta febrero de 1969 ejerce como Juez Suplente del Juzgado de Letras de Constitución y del Juzgado de Letras de San Javier hasta septiembre de 1972. Desde entonces es relatora de la Corte de Apelaciones de Valparaíso hasta diciembre de 1976, meses antes, en marzo de 1976 es Relator Suplente de la Corte de Apelaciones de Santiago, hasta 1986. Desde abril de 1974 y hasta diciembre de 1976 fue Juez del 3º Juzgado del Crimen de Valparaíso. Desde diciembre de 1976 y hasta mayo de 1986 es Relator y Relator del Tribunal Pleno de la Corte de Apelaciones de Santiago. A la Corte Suprema ingresa en julio y hasta agosto de 1983 como Relator Suplente. En julio y agosto de 1985 realiza el mismo cargo.
En mayo de 1986 es nombrada Ministra de la Corte de Apelaciones de Chillán, cargo que desempeña hasta marzo de 1989, cuando es nombrada Ministro y Presidente de la Corte de Apelaciones de Rancagua hasta mayo de 1994, siendo nombrada Ministro de la Corte de Apelaciones de Santiago. Este cargo lo realiza hasta septiembre de 2007.
En septiembre de 2007 es nombrada Ministro de la Corte Suprema de Chile, cargo que desempeñó hasta el 12 de junio de 2012, al jubilar por cumplir 75 años.
Entre 2008 y 2012 se desempeñó como integrante del Tribunal Calificador de Elecciones de Chile.